# Netelia rotunda
Netelia rotunda là một loài tò vò trong họ Ichneumonidae.